# Mallnitztal

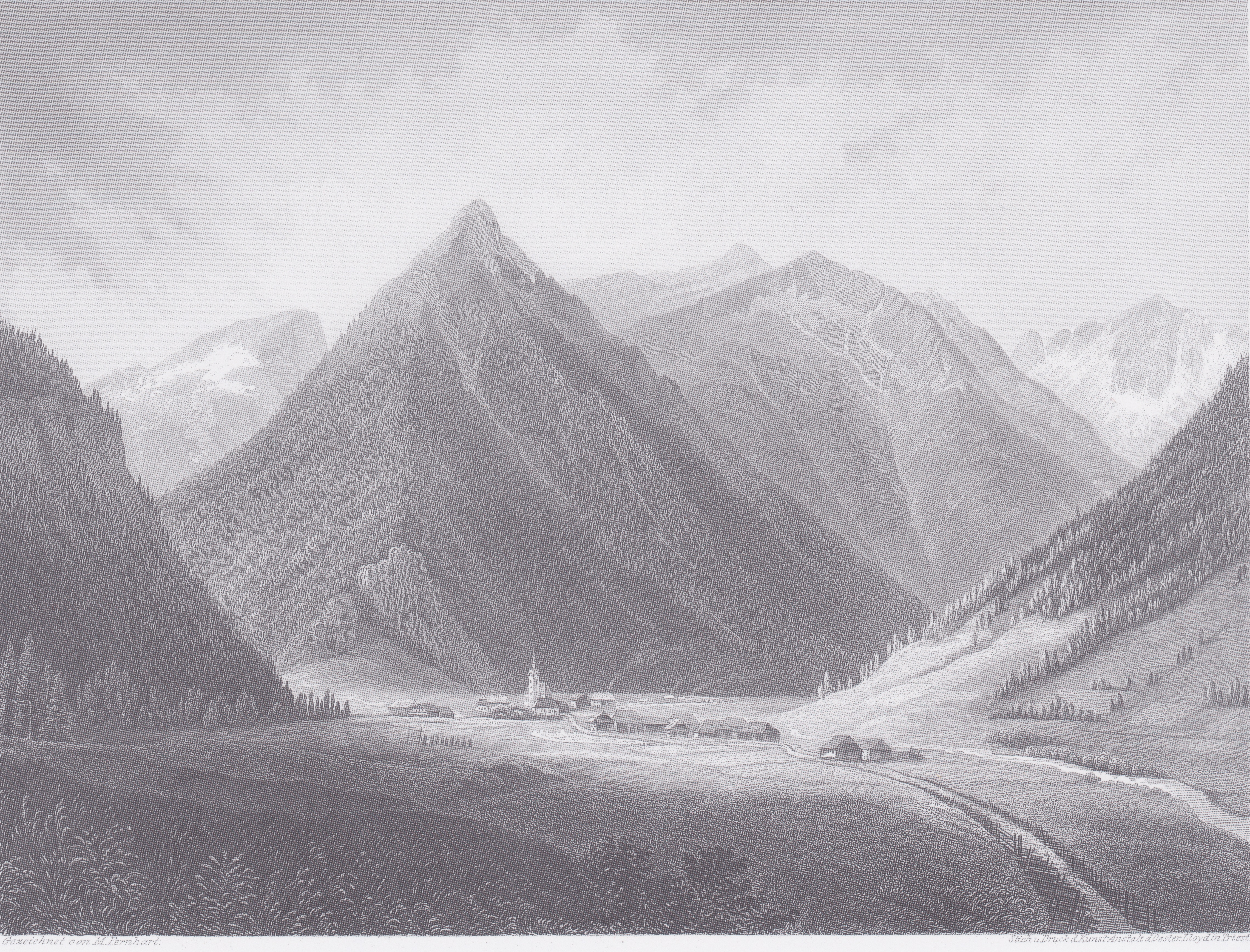
Markus Pernhart: Blick einwärts zum Talursprung. Links das Mallnitzer Tauerntal; rechts das Seebachtal.

Das Mallnitztal ist ein linkes Seitental des Kärntner Mölltales in den Hohen Tauern. Durchflossen wird es vom Mallnitzbach. Der obere Teil des Tales gehört zum Gemeindegebiet von Mallnitz, das der Hauptort dieses Tales ist. Der untere Teil gehört zu Obervellach.
Das Mallnitztal liegt am Übergang der Goldberggruppe zur Ankogelgruppe. Es entsteht bei der Ortschaft Mallnitz durch die Vereinigung des Mallnitzer Tauerntales mit dem Seebachtal. Bei Stappitz verengt sich das ebene Trogtal zu einer Schlucht, die steil abfällt, um den Höhenunterschied zur Möll zu überwinden. Hier ist auch die Gemeindegrenze zwischen Mallnitz und Obervellach. Zwischen Stappitz und Lassach mündet links das Dösental ein.  Bei Obervellach öffnet sich das Mallnitztal ins Mölltal. Zur Bewehrung dieser strategisch bedeutsamen Stelle wurde Burg Groppenstein errichtet.
Zu Zeiten der Säumerei war das Tal als Zugang zu den Gasteiner Tauern Teil einer wichtigen Fernhandelsstrecke. Mit der Tauernbahn und deren Tauerntunnel verläuft eine wichtige Alpenquerung durch das Tal.
Wichtige Gipfel, die das Tal und seine Seitentäler säumen, sind die Hochalmspitze und der Ankogel. Am Ankogel befindet sich ein Schigebiet. Schutzhütten im Mallnitztal und seinen Seitentälern sind das Hannoverhaus, die Hagener Hütte, das Arthur-von-Schmid-Haus und die Mindener Hütte. Im Einzugsgebiet befinden sich zwei größere Bergseen: der Stappitzer See im Seebachtal und der Dösener See im Dösental.
Das gesamte Einzugsgebiet mit allen Seitentälern beträgt 121,5 Quadratkilometer.